# Wilsberg: Die Bielefeld-Verschwörung
Die Bielefeld-Verschwörung ist die 35. Folge der Fernsehfilmreihe Wilsberg. Die Erstausstrahlung erfolgte am 18. Februar 2012 im ZDF. Regie führte Hans-Günther Bücking, das Drehbuch wurde von Timo Berndt geschrieben.

## Handlung
Nils Erdel und Karola sind Anhänger der Bielefeld-Verschwörung und in einer zehnköpfigen Gruppe aktiv, die sich „Die Analysten“ nennen. Sie haben nachts ein Video aufgezeichnet, das Männer und LKWs im Wald zeigt. Nils ist überzeugt davon, dass sie sich nun in Gefahr befinden, weil sie kurz davor sind, die Bielefeld-Verschwörung aufzudecken. Daher sucht er Wilsberg auf, um ihn als Privatermittler und Personenschützer zu engagieren. Wilsberg hält Nils für einen Spinner; allerdings gelingt es Nils, Ekkis Interesse zu wecken. Nils vertraut Ekki, den er seit Jahren aus der Fußballmannschaft des Münsterländer Dorfes Horsthausen kennt, seine Videokamera mit der Aufnahme aus dem Wald an, da sie bei ihm nicht mehr sicher sei. Als Wilsberg und Ekki auf dessen Drängen zusammen Erdels Wohnung aufsuchen, liegt Nils auf der Straße vor dem Haus und wird von Miriam Zubert reanimiert. Die eintreffenden Notärzte können nur noch den Tod feststellen, sie vermuten einen Herzinfarkt.
Derweil wird in Manni Höchs Büro im Bielefelder Baudezernat eingebrochen. Manni erwischt den maskierten Eindringling auf frischer Tat; dennoch kann der unerkannt entkommen. Da nichts entwendet wurde, bleibt das Motiv für den Einbruch zunächst unklar. Vom Eindringling bleibt lediglich eine Notiz mit dem Namen und der Münsteraner Adresse von Nils Erdel zurück. Höch macht sich auf den Weg nach Münster, um seinem ehemaligen Klassenkameraden Wilsberg von dem Einbruch in seinem Büro zu berichten. Daraufhin besuchen die beiden Kommissarin Anna Springer und können sie dazu bringen, widerwillig Nils Erdels Leiche obduzieren zu lassen. Der Obduktionsbericht ergibt, dass er eine Injektion erhalten hat, deren Wirkstoff zu einer tödlichen Steigerung von Blutdruck und Herzfrequenz führte.
Wilsberg und Ekki verschaffen sich Zutritt zu Nils’ Wohnung, wo sie nicht nur Unmengen Medikamente, sondern auch Unterlagen über die Bielefeld-Verschwörung finden. Die beiden werden von Karola überrascht, die als Krankenschwester in der Psychiatrie Nils kennengelernt hat.
Overbeck ist inzwischen ebenfalls von der Idee der Bielefeld-Verschwörung angesteckt. Mit Anna Springer sucht er die Wohnung von Nils Erdel auf, um die Videoaufzeichnung, von der Wilsberg gesprochen hat, zu suchen. Dominik, der sich ebenfalls in Erdels Wohnung aufhält, um dessen Medikamente verschwinden zu lassen, wird von Overbeck überrascht, spritzt ihm eine größere Menge halluzinogener Flüssigkeit ins Gesicht und kann daraufhin entkommen. Als Folge dieser Attacke befindet sich Overbeck für den Rest der Folge in unterschiedlichen realitätsfernen Zuständen.
Bei Nils’ Beerdigung auf einem Waldfriedhof entdeckt Ekki zwei Verdächtige, die die Beisetzung aus einiger Entfernung beobachten. Als er Karola darauf hinweist, ergreift sie die Flucht und stürzt von einer Brücke in den Tod. Dominik bestreitet online, dass er damit etwas zu tun habe. Wilsberg sucht Dominik in dessen Wohnwagen auf, der in einer Halle im Münsteraner Haverkamp am Hafen abgestellt ist, und entdeckt, dass Dominik Merchandising-Artikel hat herstellen lassen, die die Bielefeld-Verschwörung zum Thema haben. Dominik glaubt demnach gar nicht an die Bielefeld-Verschwörung, sondern möchte aus dem Glauben anderer Kapital schlagen. Karola hatte für ihn die Medikamente aus der Klinik entwendet, die Nils in einem labilen Wahnzustand hielten, damit er die Verschwörungstheorie immer weiter anheizte.
Es stellt sich heraus, dass die blauen Lastwagen, die in Nils’ Video zu sehen sind, der Firma Dralling Chemie gehören. Deren Inhaberfamilie Zubert hatte vor Jahren einen Antrag zur Errichtung eines Klärwerks für Dioxine bei der Stadt Münster eingereicht, dessen Baugenehmigung Manni damals abgelehnt hatte. Der von Manni in diesem Prozess beauftragte Gutachter, Dr. Ferdinand Grohe vom Institut für Bodenanalysen, ist wie Nils Erdel ebenfalls kürzlich verstorben. Nach einem Einbruch in sein Büro erlitt er wie Erdel einen Herzinfarkt. Durch Grohes Gutachten drohte aufzufliegen, dass die Firma Dralling ihre Abfälle von Frank Albers jahrelang in den Wäldern verklappen ließ. Miriam Zubert versuchte dies zu verhindern, indem sie das Gutachten in Grohes Büro austauschen ließ. Zudem ließ sie nachts die Fässer mit den Giftstoffen aus den Wäldern abtransportieren. Das waren die von Nils Erdel gefilmten LKW.
Miriam Zubert wurde bereits vor Jahren von Albers tätlich angegriffen, nachdem ihr Vater, der das Geschäft mit Albers eingegangen war, dessen Forderungen nicht hatte nachkommen wollen. Ihre eigene Tochter hat sie in einem Internat in Sicherheit gebracht und auch Nils zu schützen versucht. Zum Schluss werden Ekki und Manni als gefährlichste Zeugen von Albers in den Fabrikhallen der Firma Dralling in ein Silo gesperrt, das er mit hochkonzentrierter Salzsäure füllen lässt. Als Wilsberg eintrifft, wird er ebenfalls von Albers bedroht, doch Kommissarin Springer kann diesen gleich darauf festnehmen.
Manni kehrt nach Abschluss des Falles in Begleitung von Wilsberg und Ekki nach Bielefeld zurück, wo sich Ekki von der Existenz der Stadt überzeugt – der Paternoster des Bauamts gibt ihm allerdings weiterhin Rätsel auf.

## Hintergrund
Die Dreharbeiten begannen in Münster und Köln am 3. Mai 2011 und endeten am 7. Juli 2011. Am 20. Juni 2011 erfolgten in Münster Dreharbeiten am Stadtcafé in der Nähe des Stadthauses, später wurde am Alten Steinweg gefilmt. Am 21. Juni 2011 wurde am Hafen Münster gedreht, weitere Aufnahmen am Antiquariat Solder in der Frauenstraße standen zu diesem Zeitpunkt noch aus, sodass das Ende der Dreharbeiten für den 6. Juli 2011 geplant war. Die Aufnahmen, die die Polizeiwache zeigen, entstanden im Bispinghof. Im Hafen Münster wurden die Szenen gedreht, die in den Büroräumen von Alex Holtkamp spielen. Weiterhin wurde an der Überwasserkirche sowie am Stadtarchiv Münster gedreht. Weitere Aufnahmen entstanden in Köln. Die Szenen, die die Reanimationsversuche von Nils Erdel zeigen, wurden vor dem Gebäude in der Ehrenbergstraße 9 in Köln aufgezeichnet, die im Film namentlich genannt wird. Obwohl die Szene in Münster spielt, ist eine solche Anschrift in Münster hingegen nicht zu finden.
Die Kinopremiere der Folge Die Bielefeld-Verschwörung erfolgte in zwei ausverkauften Vorführungen vor insgesamt 1000 Zuschauern am 16. Februar 2012 erstmals im Cinestar in Bielefeld, üblicherweise werden die Kino-Vorstellungen der Wilsberg-Folgen im Cineplex Münster gezeigt. Bei diesen Vorstellungen waren Leonard Lansink, Ina Paule Klink, Roland Jankowsky, Wilsberg-Autor Jürgen Kehrer sowie ZDF-Redakteur Martin R. Neumann zugegen. Unter den Kinobesuchern wurden zwei Besuche am Filmset beim Dreh der nächsten Wilsberg-Episode verlost.
Es wurden zwei unterschiedliche Schnittfassungen produziert. Für die Kinovorführungen wurde eine 105-minütige Fassung verwendet, während im Fernsehen eine mit 89 Minuten Laufzeit um 16 Minuten kürzere Fassung ausgestrahlt wurde.
Am 22. November 2012 wurde die Folge zusammen mit der 36. Folge Halbstark von Polarfilm auf DVD mit FSK-12-Freigabe veröffentlicht. Die DVD enthält neben den beiden Hauptfilmen als Bonusmaterial ein Making-of sowie ein Porträt über die Stadt Münster.
Mit den Folgen Aus Mangel an Beweisen sowie Die Bielefeld-Verschwörung wurden erstmals zwei Fernsehfilme des ZDF durch ein interaktives Online-Angebot im Crossmedia-Stil inhaltlich miteinander verknüpft. Ein ähnliches Projekt wurde 2011 unter dem Namen „eSkript“ gestartet, bei dem den Zuschauern die Möglichkeit gegeben wurde, auf die Handlung einer Folge Einfluss zu nehmen.
Die Handlung knüpft lose an die vorherige Folge Wilsberg: Aus Mangel an Beweisen an, aus der mit dem von Daniel Roesner gespielten Nils Erdel lediglich eine Nebenrolle erneut auftritt. Bis zur 14. Folge Todesengel war Heinrich Schafmeister als Manfred Höch in jeder Episode zu sehen, bis seine Rolle ins Amt für Bau und Stadtentwicklung nach Bielefeld versetzt wurde. Seit der 15. Folge Ausgegraben ist Oliver Korittke als Ekkehardt Talkötter bei den Ermittlungen an Wilsbergs Seite zu sehen. Die 35. Folge Die Bielefeld-Verschwörung ist die erste Folge, in der sowohl Schafmeister als auch Korittke mitspielen. Zugleich ist dies die bislang einzige Folge, in der Schafmeister auftritt, ohne im Vorspann der Serie zu sehen zu sein.
Hanno Friedrich war bereits in der 30. Folge Bullenball ebenfalls in der Rolle des Philipp Assmann zu sehen.
Bei dem Song am Ende der Episode handelt es sich um Couldn't Get It Right der Climax Blues Band aus dem Jahr 1977.
Am 2. September 2012 wurde die Folge zum Abschluss des zehnten Promi-Kellnerns zugunsten des Fördervereins Krebsberatung Münsterland an den Aasee-Terrassen öffentlich auf einer Großbildleinwand vom Filmservice Münster-Land des städtischen Presseamtes, dem ZDF und der Produktionsfirma Eyeworks gezeigt.

## Sonstiges
Die Adresse und Telefonnummer, die auf Höchs Visitenkarte sowie auf einem Briefbogen zu lesen sind, gehören tatsächlich zum Bauamt Bielefeld.
Overbeck zitiert den aus der US-amerikanischen Fernsehserie Akte X – Die unheimlichen Fälle des FBI bekannten Ausspruch „Die Antwort ist irgendwo da draußen“.
Der Running Gag „Bielefeld“ verweist in dieser Folge auf die namensgebende Bielefeld-Verschwörung, die nach Aussage des ZDF-Redakteurs Martin R. Neumann „der Höhepunkt unserer ständigen Bielefeld-Hommage“ sei.
In einer Szene, ca. bei Minute 46, vor dem Eingang zum Treppenhaus zu Frank Albers Wohnung sind im Hintergrund bei den Klingelschildern die Namen „A. Boerne“ und „Thiel“ zu lesen. Dies ist eine versteckte Hommage des ZDF an die Krimiserie Tatort der ARD, in der der Gerichtsmediziner Prof. Dr. Dr. Karl-Friedrich Boerne, gespielt von Jan Josef Liefers, an der Seite von Kriminalhauptkommissar Frank Thiel, gespielt von Axel Prahl, in Münster ermitteln. Die Wohnungen der beiden befinden sich in dieser Serie ebenfalls in einem gemeinsamen Mietshaus.
In der Schlussszene ist ein Lancia Kappa Coupé zu sehen. Für die Dreharbeiten wurden zwei bis auf die Innenausstattung baugleiche Exemplare verwendet, das verunfallte wurde mittlerweile wieder hergerichtet.

## Rezeption

### Einschaltquoten
Die Erstausstrahlung verfolgten rund 5,77 Millionen Zuschauer, was einem Marktanteil von etwa 17,7 % entspricht.

### Kritik
Das Lexikon des internationalen Films urteilt, die Folge sei ein „behäbig-amüsanter Krimi als Teil einer (Fernseh-)Serie, der eine hartnäckige Städte-Rivalität mit tödlicher Konsequenz zu Ende denkt“.
Torben Gebhardt von quotenmeter.de ist der Meinung, die Episode sei ein „unterhaltsamer, wenn auch zum Teil sehr alberner TV-Film“. Das erneute Auftreten von Heinrich Schafmeister wurde positiv bewertet, denn „diese Szenen, in denen Manni und Ekki um die Gunst ihres Wilsbergs kämpfen sind ein wahrer Hochgenuss des gesamten Films und lohnen allein schon zum Einschalten“. „Gewohnt souverän“ sei das Schauspiel zwischen Lansink, Korittke, Russek und Jankowsky und mache die Folge „lohnenswert“. „Die Gaststars spielen gekonnt […] und glaubhaft.“ Positiv hervorgehoben wurde, dass die Serie nicht den Anspruch habe, sich selber jederzeit „bierernst“ zu nehmen, weswegen nach dem ernsteren Fall Aus Mangel an Beweisen nun wieder „leichte und lockere“, gleichwohl „kurzweilige Unterhaltung“ geboten werde.
TV Spielfilm fand den Teil „konfus, ganz wie Verschwörungstheorien“.
Laut Rainer Tittelbach handelt es sich bei diesem „abgefahrenen Fall“ um keinen „klassischen Krimi“, sondern um einen „spielerischen, gut besetzten Nonsensfilm“. Die Episode sei die „abstruseste Geschichte seit dem Weihnachts-Special Oh du tödliche…“. „Story und Handlung sind gleichermaßen versponnen“ und „alles andere als das, was man einen runden Krimi bezeichnen würde“.
Der Westen schreibt: „Ernst zu nehmen“ sei die „klamaukige Unterhaltung“ zwar nicht, „aber durchaus amüsant“.